# Elektrėnai (stad)
Elektrėnai is een stad in Litouwen en hoofdplaats van de gelijknamige gemeente  Elektrėnai. Het stadje ligt in de provincie  Vilnius en ligt ongeveer 40 kilometer ten westen van hoofdstad Vilnius. 
De stad is een industrieel centrum en werd gelijktijdig met de bouw van een kerncentrale en olieraffinaderij gesticht in 1962. Na de sluiting van de centrale in Ignalina in 2009 is deze centrale de grootste van het land.